# 56 (število)
56 (šéstinpétdeset) je naravno število, za katero velja velja 56 = 55 + 1 = 57 - 1.

## V matematiki
- sestavljeno število,
- osmo podolžno število.
- Zumkellerjevo število.

### Dokazi
- vsota prvih šestih trikotniških števil 56 = 1 + 3 + 6 + 10 + 15 + 21 in zato šesto četversko število (tetraedrsko število).
- 56 = 3 + 5 + 7 + 11 + 13 + 17.
- vsota vseh pozitivnih deliteljev števil od 1 do 8: {\displaystyle 56=1+1+2+1+3+1+2+4+1+5+1+2+3+6+1+7+1+2+4+8}.
- pri delitvi kroga s samo desetimi daljicami je največje število likov, ki se jih lahko dobi, enako 56.

## Druga področja
- vrstno število 56 ima barij (Ba).

### Leta
- 456 pr. n. št., 356 pr. n. št., 256 pr. n. št., 156 pr. n. št., 56 pr. n. št.
- 56, 156, 256, 356, 456, 556, 656, 756, 856, 956, 1056, 1156, 1256, 1356, 1456, 1556, 1656, 1756, 1856, 1956, 2056, 2156